# Thomas Sterner
Thomas Sterner est un économiste suédois, s'intéressant particulièrement aux outils de la politique environnementale.
Il s'intéresse notamment au poids que peuvent avoir la société et la politique dans les domaines du climat, de l'énergie, de l'industrie, des transports ainsi que la gestion des ressources naturelles dans les pays en voie de développement.

## Biographie
Professeur à l’université de Göteborg (Suède), il y fonde notamment l'unité de recherche pour l'économie environnementale. Dans le cadre de cette unité, il a supervisé, directement ou indirectement, plus de 50 thésards dont la moitié originaires de pays en voie de développement. Il est récipiendaire du Prix Myrdal en 2008. Il fut président de l'EAERE en 2008-2009. Il a été Économiste en chef de l’Environmental Defense Fund (EDF) en 2012-2013. Il participe à la rédaction du rapport du GIEC sur le climat,. En 2014, il obtient le prix Environmental Fiscal Defender of The Year du Think Tank Green Budget Europe. Il devient titulaire de la chaire annuelle Développement durable – Environnement, énergie et société du Collège de France en 2015-2016.
Chercheur prolifique, Thomas Sterner a publié de nombreux articles fondateurs, ouvrages, rapports et articles de presse. Il a publié plus que 125 articles scientifiques et selon Google Scholar (2021) il a un h-index à 50. Très tourné vers l'étude des pays en voie de développement, il a effectué de nombreux séjours de recherche dans les pays d'Afrique et d'Amérique latine, où il a encadré de nombreux doctorants. Expliquant l'échec de Copenhague par l'absence de gouvernance mondiale, il est plus optimiste même si réservé concernant la COP21. Ses études cherchent à poser des bases économiques et politiques permettant d'établir de faire évoluer les comportements pour une écologie à long terme, ainsi les objectifs communs et progressifs à long terme, ou encore la taxation.

## Travail external
Sterner a été chercheur invité dans les universités de Grenoble, de Cambridge, Universidad de la Republica à Uruguay, El Colegio de México et Universidad Nacional Autónoma de México.
Il était l'économiste en chef à Environmental Defense Fund (EDF) à New York 2012-2013, et professeur invité au Collège de France 2015-2016. Il fait partie de plusieurs conseils, notamment plusieurs des grands groupes de recherche en Europe au sujet économie environmentale : Mercator Research Institute, Potsdam, Belin, Chaire Economie du Climat, University Paris Dauphine et Climate Econometrics, Oxford et aussi Council on French Sovereign Green bonds, French Government.

## Distinctions
- 2014 - reçu le prix "Environmental Fiscal Reformer of the Year" par Green Budget Europe[11].
- 2016 - reçu le prix Göteborgs Stads förtjänsttecken[12].
- 2018 - Chercheur à EAERE.
- 2020 - Thomas Sterner a été fait chevalier de la Légion d'honneur par le président Macron.

Il a été désigné docteur honoris causa à l'université de Dublin et professeur honoraire à l'université du Cap, chercheur à Resources for the Future et l'Institut Beijer de l'Académie royale des sciences de Suède. Il a été le président del'European Association of Environmental and Resource Economists(en).    

## Articles
Thomas Sterner a publié les articles suivants (une sélection)
- Hagem, C., Hoel, M., & Sterner, T. (2020). Refunding Emission Payments: Output-Based versus Expenditure-Based Refunding. Environmental and Resource Economics, 1-27. DOI: https://doi.org/10.1007/s10640-020-00513-1

- Damania, R., Sterner, T. & Whittington, D. (2020). Environmental policy instruments and corruption. China Economic Journal, DOI: 10.1080/17538963.2020.1751454
- Hänsel, M., Drupp, M. A., Johansson, D. J. A., Nesje, F., Azar, C., Freeman, M. C., Groom, B. & Sterner, T. (2020) Climate economics support for the UN climate targets. Nature Climate Change. DOI: https://doi.org/10.1038/s41558-020-0833-x
- Sterner, T., Carson, R., Hafstead, M., Howard, P., Carlsson Jagers, S., Köhlin, G., Parry, I., Rafaty, R., Somanatan, E., Steckel, J. C., Whittington, D., Alpizar, F., Ambec, S., Aravena, C., Bonilla, J., Daniels, R. C., Garcia, J., Harring, N., Kacker, K., Kerr, S., Medhin, H., Khanh Nam, P., Romero, G., Johansson Stenman, O., Toman, M., Xu, J. & Wang, M. (2020). Funding Inclusive Green Transition through Greenhouse Gas Pricing. ifo DICE Report, 18(1), 03-08.
- Sterner, T., Barbier, E.B., Bateman, I., van den Bijgaart, I., Crépin, A.S., Edenhofer, O., Fischer, C., Habla, W., Hassler, J., Johansson-Stenman, O., Lange, A., Polasky S., Rockström, J., Smith, H.G., Steffen, W., Wagner G., Wilen. J.E., Alpízar, F., Azar C., Carless, D., Chávez, C., Coria, J., Engström, G., Jagers, S.C., Köhlin, G., Löfgren, Å., Pleijel, H. and Robinson, A. (2019). Policy design for the Anthropocene. Nature Sustainability, 2(1), 14-21 Jan 10th. DOI: https://doi.org/10.1038/s41893-018-0194-x
- Meckling, J., Sterner, T., and Wagner, G. (2017). Policy sequencing toward decarbonization. Nature Energy, 2(12), p. 918. DOI: https://doi.org/10.1038/s41560-017-0025-8
- Johansson-Stenman, O. and Sterner, T. (2015). Discounting and Relative Consumption. Journal of Environmental Economics and Management. 71 (May 2015): 19-33 DOI: https://doi.org/10.1016/j.jeem.2015.01.006

## En français
- Les Instruments de la politique environnementale, Paris, Éditions Fayard/Collège de France, 2016, 72 p.  (ISBN 978-2-213-70078-6)